# 徳島県道153号石井停車場線
徳島県道153号石井停車場線（とくしまけんどう153ごう いしいていしゃじょうせん）は、徳島県名西郡石井町を通る一般県道である。

## 概要
現在は一本東側に片側1車線の走りやすい駅への連絡道が完成し、事実上、連絡道の役割は譲られている。

### 路線データ
- 起点：徳島県名西郡石井町石井（JR四国徳島線 石井駅）
- 終点：徳島県名西郡石井町石井（石井町石井交差点、国道192号交点）
- 距離：0.177 km[1]

## 歴史
- 1959年（昭和34年）1月31日 - 徳島県道32号石井停車場線として認定。
- 1972年（昭和47年）3月10日 - 徳島県道153号石井停車場線として認定。

## 地理

### 通過する自治体
- 徳島県
  - 名西郡石井町

### 交差する道路
| 交差する道路             | 交差する場所 | 交差する場所            |
| ------------------------ | ------------ | ----------------------- |
| 国道192号 国道318号 重複 | 石井         | 石井町石井交差点 / 終点 |

### 沿線
- JR四国徳島線 石井駅